# Julio Nombela
Julio Nombela Tabares (Madrid, 1836-Madrid, 1919) fue un periodista, dramaturgo y novelista español.

## Biografía
Nacido el 1 de noviembre de 1836 en Madrid, fue secretario del general carlista Ramón Cabrera y colaborador en numerosos diarios y revistas. En El Diario Español, del que fue redactor de 1856 a 1858, publicó sus primeras novelas por entregas, de escaso valor literario. Títulos de algunas son El amor propio, La mujer muerta en vida (1861), La pasión de una reina (1862), El coche del diablo (1863), El primer millón (1867), La mujer de los siete maridos (1867) y El vil metal (1876). Escribió infatigablemente y para ir más deprisa aprendió taquigrafía, de forma que sus obras completas, editadas en 1914, llenaron 22 volúmenes.
Compuso también una Historia de la música (1860), Crónica de la provincia de Navarra (1868), Retratos a la pluma, y en Impresiones y recuerdos (1909-1912) refiere algunos detalles de la vida de Gustavo Adolfo Bécquer, de quien fue amigo. Según refiere El Pabellón Nacional  el 9 de febrero de 1868 se celebró en el Ateneo científico y literario de Madrid la reunión de escritores presidida por González Bravo, para llevar a cabo el establecimiento de una Asociación de autores españoles.  Su proyecto y estatutos fueron redactados por una comisión en la que figuraba Nombela, junto a Castro y Serrano, Bécquer, Rosselló, Gasset, Hurtado, Escudero y Ruiz Aguilera. Se adhirieron al proyecto más de doscientos socios, entre los que figuraban, el conde de San Luis, marqués de Molins, conde de Fabraquer, Hartzenbusch, Coello y Quesada, marqués de Morante, Cánovas del Castillo y Silvera. Por su parte, El Pensamiento Español señala que Nombela fue el iniciador de la idea de constituir la asociación que uniera a todos los escritores y además sirviera como sociedad de auxilio mútuos, redactando su reglamento interno en colaboración con Bécquer. Hacia 1873 fue uno de los fundadores de la Asociación de Escritores y Artistas, de la que más tarde fue vocal de su junta directiva.
Según Jordi Canal, empleó el pseudónimo «El Vizconde de la Esperanza»; Manuel Ossorio y Bernard le suma los de «Vicencio», «Fidelio», «Pedro Jiménez», «Mayoliff-Mayoloff», «Juan de Madrid», «Obleman», «Doctor Obleman» o «Mario Lara», entre otros.
Participó a lo largo de su vida, ya fuera como director, redactor o colaborador, en publicaciones periódicas como Las Cortes (1855), La Zarzuela (1856-1857), La España Artística (1857), El Conciliador (1859), El Sábado (1859), El Fénix (1859), El Horizonte (1859), El León Español (1859), Las Letras y las Artes (1859-1860), La Correspondencia de España (1860-1862), El Fomento de España (1863) y La Novela (1863), La Época y La Política (1864-1868), La Carta Blanca (1868), El Noticiero de España (1868), La Cosa Pública (1869), Dios, Patria y Rey (1869), El País Vasco-navarro (1870), Los Niños (1870-), La Margarita (1871), La Nueva España (1871), El Tocador (1872), La Gaceta Popular (1873), El Bazar (1874), La Paz (1875), Diario de las Familias (1876), El Cascabel (1876), La Niñez (1879-1883), La Gaceta Universal (1878), Vida Alegre (1885), El Folletín Ilustrado (1886) y La Última Moda. También fundó La Brújula con Andrés Borrego, La Semana, El Teatro y El Acta de Maldonado Macanaz. Al refundirse El Museo Universal en La Ilustración Española y Americana, tuvo a su cargo el primer año la crónica que iniciaba cada número. Falleció el 6 de marzo de 1919 en Madrid.

## Obras
- Leyendas íntimas (1860)

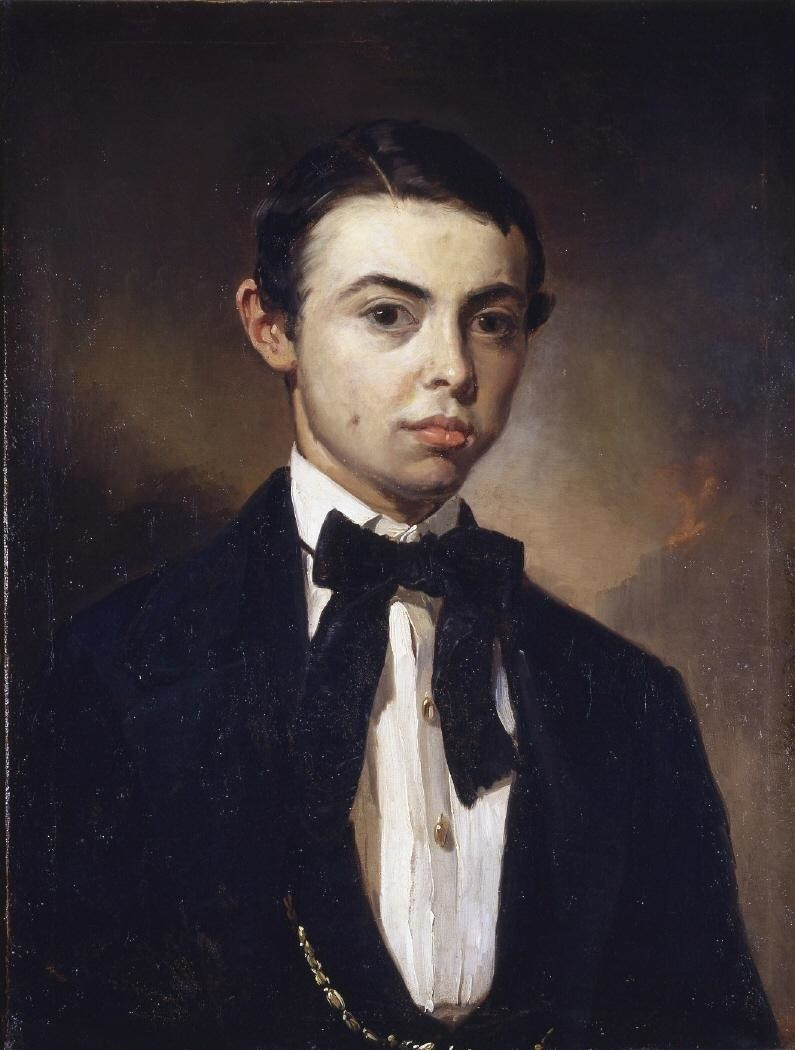
Retrato de Julio Nombela Tabares, por Valeriano Domínguez Bécquer.. (Real Academia de Bellas Artes de San Fernando, Madrid).

- La realidad de un sueño: Un cuerdo y un loco (1860)
- Haz bien, sin mirar á quien. Proverbio original en un acto y en verso (1861)
- Horas de recreo: cuentos, leyendas, poesías y baladas (1861)
- La pasión de una reina (1861)
- La villana de Alcalá (1861)
- Carlos V y la victoria (1862)
- El colegial, zarzuela en un acto y en prosa (1863)
- El primer amor de un rey (1864)
- La parricida (1864)
- El bello ideal del matrimonio (1866)
- Un odio a muerte: historia de dos mujeres (1867)
- El coche del diablo (1864)
- La mujer de los siete maridos (1867)
- La virgen de la paloma: Drama histórico-fantástico-religioso en cinco actos (1867)
- La novela de una joven contada por cuatro trajes (1868)
- Crónica de la provincia de Navarra (1868)
- Historia de dos amigos (1869)
- Historia de un minuto (1870)
- Mendigos y ladrones (1870)
- La fiebre de riquezas: siete años en California (1871)
- Pepe-Hillo: memorias de la España de pan y toros (1871)
- Ignacio de Loyola: novela histórica (1872)
- La semilla y el fruto: novela original (1876)
- Detrás de las trincheras: páginas íntimas de la guerra y la paz desde 1868 hasta 1876 (1876)
- La riqueza del pobre (1886)
- Impresiones y recuerdos, tomo III (1910)
- Impresiones y recuerdos, tomo IV (1911)
- Cultura portuguesa (1911)